# Bikini
För andra betydelser, se Bikini (olika betydelser).

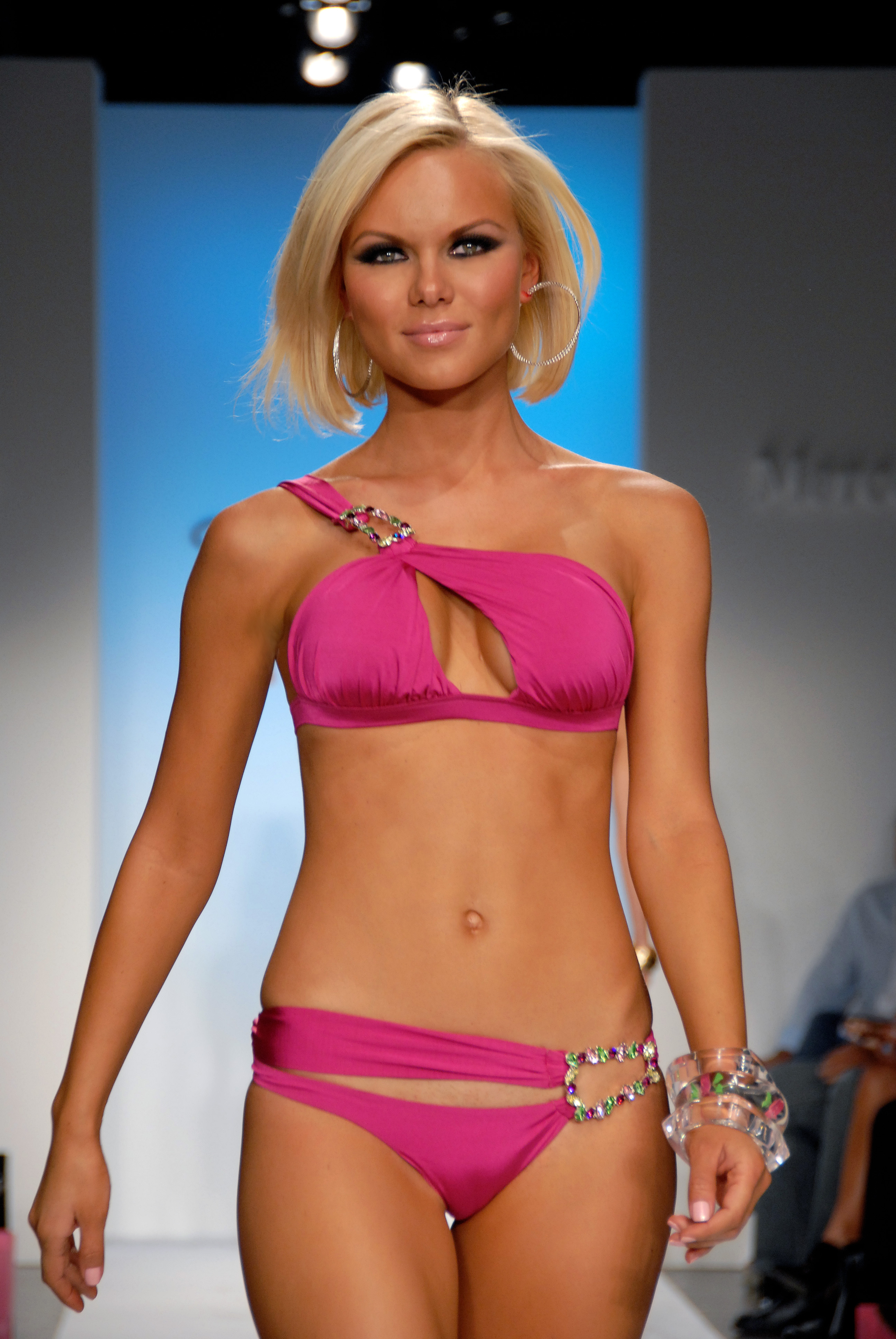
Kvinna i bikini

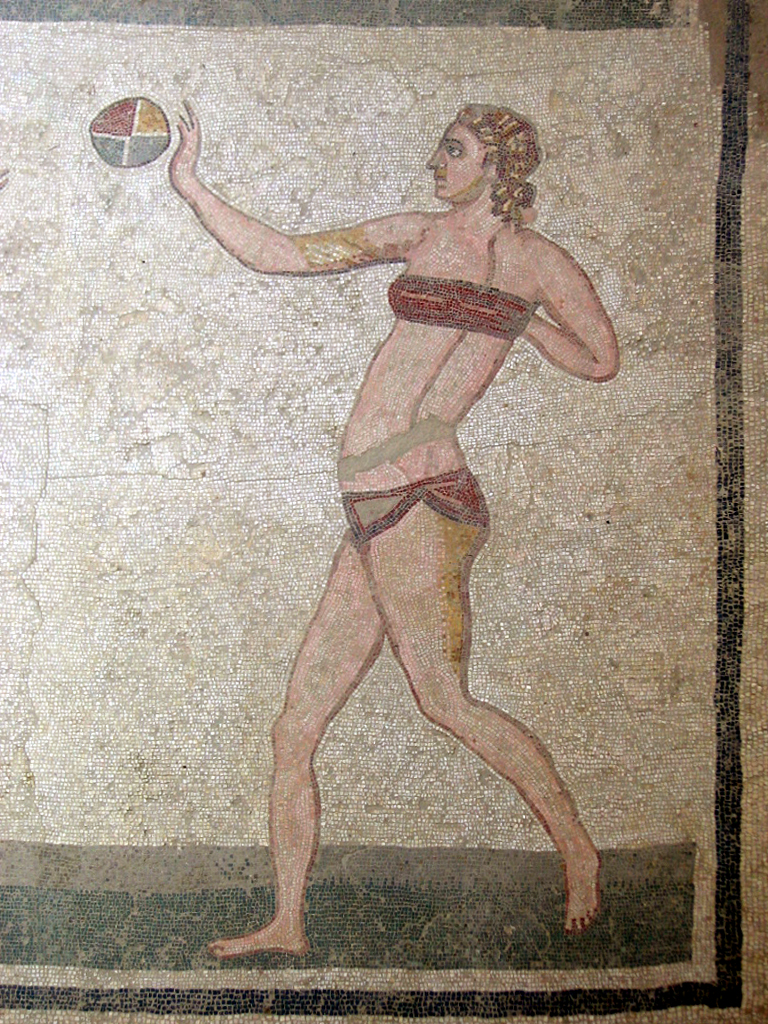
Romersk kvinna i Villa Del Casale med klädsel påminnande om en modern bikini.

Bikini är ett tvådelat badplagg för kvinnor. Tillsammans med baddräkt kan det anses som en av de två huvudtyperna av dambadkläder. En bikinis överdel har bland annat funktionen att fungera som en bysthållare som stöttar bysten.

## Historia och etymologi

### Förhistoria
Bikini är inte enbart ett nutida plagg. I en romersk villa nära Piazza Armerina på Sicilien, Villa Romana del Casale, finns flera mosaiker från 300-talet e.Kr. som avbildar idrottande kvinnor klädda i tvådelad miniatyrdräkt, liknande senare tiders bikinibaddräkter (och även påminnande om den kostymering nutida friidrottskvinnor beagagnar). Bland många andra äldre exempel på liknande klädsel kan nämnas en illuminerad handskrift från 1500-talet som visar "De offentliga horornas kapplöpning i Augsburg 1509" och en idrottande flicka från 1920-talet.
Under 1930-talet lanserades den tvådelade baddräkten, men den fick inget större genombrott, 1937 ansåg man att "filmstjärneliknande" tvådelade baddräkterna främst passade för tonåringar, men även bland dessa blev populariteten liten.
Den amerikanska bildtidningen Life har i numret den 3 juli 1939 en kvinna klädd i tvådelad baddräkt på omslaget, inuti tidningen finns olika typer av baddräkter, bland annat just tvådelade. 1941 under pågående världskrig lanserades de lastexrynkade tvådelade badräkterna av cellull.

### 1940- och 1950-talet
Omedelbart efter krigsslutet 1945 lanserades de första riktiga bikinibaddräkterna, även om benämningen "bikini" inte tillkom då. I Australien väckte den nya baddräktsmodellen ett sådant uppseende att de första bikiniflickorna blev föremål för polisingripanden och myndighetsförbud.
Ordet bikini introducerades med den baddräktsmodell som presenterades den 5 juli 1946 av Louis Réard, en före detta bilingenjör som samma år tagit över sin mors affär för damunderkläder. Mannekäng var nakendansösen Micheline Bernardini. Ordet "bikini" syftar på en atoll i Marshallöarna, Bikiniatollen, där USA 30 juni 1946, fem dagar före plaggets lansering, genomfört ett kärnvapenprov. Konkurrenten Jacques Heim hade månaden innan relanserat ett tvådelat badplagg som marknadsfördes som "väldens minsta baddräkt" och fick namnet Atome. Réard valde namnet eftersom han ansåg att plagget var "ytterst explosionsartat". Prefixet "bi- kan också syfta på något det är två av, efter latinets bis, två. Efter Bernardinis framträdande i Réards nya baddräkt erhöll hon mer än 50 000 beundrarbrev (de flesta från män). 
Under 1940- och 1950-talet vann bikinin sakta men säkert ökad popularitet, bland annat tack vare skådespelerskan Brigitte Bardot som 1953 populariserade plagget via filmen Flicka i bikini. Två år tidigare bars plagget i Miss World-tävlingen, även om den drabbades av förbud. I USA ansågs plagget vid denna tid som för vågat och slog igenom först i början av 1960-talet. I konservativa katolska länder som Spanien lär plagget vid denna tid ha varit förbjudet att bära på stranden.

### Senare årtionden
Från 1960-talet och framåt blev bikinin mer eller mindre allenarådande som dambaddräkt. Modevärldens försök att återlansera den hela baddräkten har rönt föga framgång. Bikinin har lanserats i ett otal utföranden; exempel inkluderar hipster, tanga, string med mera. En variant av bikinin med större överdel är tankinin, medan varianter som är så små att de bara precis täcker det allra nödvändigaste har kommit att kallas microkini på engelska. 
När en kvinna badar topless är det underdelen av en bikini som hon bär. Detta mode startade mot slutet av 1960-talet på Franska rivieran och slog under 1970- och 1980-talet igenom över stora delar av världen. Redan 1964 hade den amerikanske modeskaparen Rudi Gernreich försökt lansera toplessmodet med monokinin, en modell som kan liknas vid badbyxor med hängslen, men hans plagg kom knappast till användning på badstränderna, trots stor uppmärksamhet i pressen.